# スプリングフィールドM14
スプリングフィールドM14は、アメリカのスプリングフィールド造兵廠が開発した自動小銃である。アメリカ軍での制式名は"United States Rifle, 7.62 mm, M14,"。
第二次世界大戦・朝鮮戦争で使われたM1ガーランドを発展させる形で開発され、ベトナム戦争時に投入されたものの、種々の理由（後述）により、M16に取って変わられた。しかし、有効射程が長く、長距離射撃に向くため、海兵隊や特殊部隊を中心に狙撃銃としてこれを使い続ける部隊もある。

## 歴史

### 開発経緯
第二次世界大戦末期、アメリカ軍において当時の主力歩兵銃M1ガーランドの改良計画が持ち上がった。1936年に採用されたM1ガーランドは依然として先進的な銃と見なされていたが、重量や弾倉容量、装填方式などに関する苦情も多く、完璧とは言い難かった。1944年、スプリングフィールド造兵廠は以下の要件を満たすM1ガーランドの改良設計を命じた。
- 重量9ポンド
- セレクティブファイア機能（フルオート、セミオートの切替機能）
- 20連発の着脱式弾倉
- ライフルグレネードの発射機能
- 二脚取り付けの可能なプラットフォーム

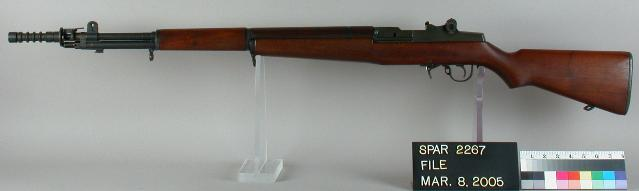
T20E2

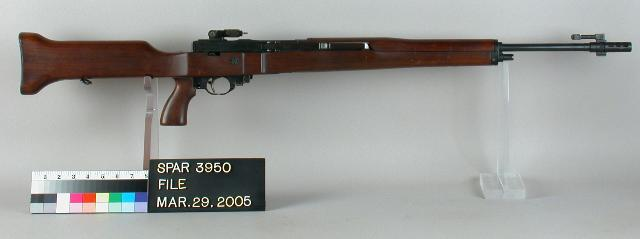
T25

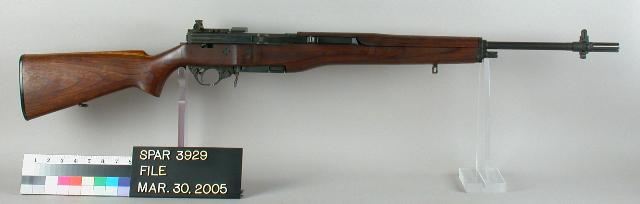
T47

M1ガーランドの設計者ジョン・ガーランド技師はスプリングフィールド造兵廠にて改良を続け「T20」を完成させた。T20は重量制限の9ポンドを超過したものの、その他要件は全て満たされていた。1945年には試験結果を受け改良を加えたT20E2が設計され、100,000丁の製造が決定したものの、間もなく終戦を迎えたため、実際の調達数は100丁程度に留まった。
スプリングフィールド造兵廠のアール・ハーヴェイ（Earle Harvey）は、新しい.30口径（7.62mm）軽量ライフル弾（T65）を使用する別の試作銃としてT25を設計した。T65弾は.30-06スプリングフィールド弾の全長を.30サヴェージ弾のサイズまで切りつめたものであるが、最新の球状火薬を使用することにより、少ない火薬量で.30-06弾と同様の弾道特性と威力を保持するものであった。1945年頃に考案されたT65弾はフランクフォード造兵廠にて大幅な改良が続けられ、最終的にはT65E5弾（7.62x51mm）となる。T25は改良の末にT47となるが、後述のT44との比較において耐塵性能などが劣るとされ、1953年4月にプロジェクトが破棄された。
ロイド・コルベット（Lloyd Corbett）は、M1ガーランドをT65E5弾用にコンバージョンし、後にT20にも同様のコンバージョンを施した。こののちT20は、T37など一連の試作品を経て、ロングストローク・ガスピストンから直線形のショートストローク・ガスピストンへの変更、ターンロックボルトのフリクション低減などの改良を加えられ、T44にまで洗練された。
1947年、北大西洋条約機構（NATO）における小火器の標準化計画が持ち上がる。これは同盟国間での兵站の円滑化が目的であった。多くの加盟国は必要性に同意していたものの、NATO標準とする装備の選定においては大きな意見の相違があった。イギリスなどは.280ブリティッシュ弾（7mm NATO）を用いる小口径軽量小銃の採用を強く支持していたが、アメリカは少なくとも30口径が必要と主張し、また大口径小銃弾を用いる新型小銃であれば歩兵銃だけでなく短機関銃なども置換しうるとした。結局、議論は膠着し、標準小銃の選定は行われないまま、各国が独自に新型小銃および小銃弾の開発を進めた。1950年、イギリスが.280口径のEM-2小銃を開発し、1951年にはこれを自国の標準小銃として採用した。アメリカでもベルギー製FN FALと共に性能試験が行われ、評価は共に良好だったものの、.280弾の威力不足を理由に採用は見送られた。
度重なる議論と試験の末、イギリスはEM-2の採用を撤回すると共にT65弾仕様のFN FALを改めて採用する旨を発表した。これによって標準弾薬に関する議論は終了し、T65弾は正式に7.62x51mm NATO弾と呼ばれることとなった。しかし、その後も標準小銃の選定は難航した。この時点で有力な候補は既にイギリスやカナダ、ベルギーが採用していたFN FAL、そしてアメリカが試験を行っていたT44であった。
アメリカはFN FALを調達してT48の名称を与え、1955年から1956年にかけてT44との徹底した比較試験を行った。1957年5月1日、T44が制式名称U.S. Rifle, 7.62 mm, M14として採用され、アメリカ軍の新たな主力小銃となった。T48と比較し、T44はわずかに軽量で、また米国内銃器メーカーでの製造が容易という点が評価された。また現在使用中のM1ガーランドの製造設備のそのままの転用も可能と考えられていたという。M14はM1ガーランドだけではなく、アメリカ軍における標準的な歩兵用小火器、すなわちM1/M2カービン、M3/M3A1短機関銃、M1918自動銃の全てを同時に更新する銃器とされていた。歩兵用銃と弾薬を統一することで、調達および補給を単純化し、兵站への負担軽減が期待されていたのである。
M14の重量は8.33ポンド（銃本体のみ）で、9.5ポンドのM1ガーランドよりも軽量だった。装填済み20連発弾倉（1.07ポンド）を装着しても、8発装填のM1ガーランドより軽量であった。銃身は22インチで、M1ガーランドより2インチ短かった。機関部は使用弾薬の違いから寸法の差異があったものの、基本的な設計は共通していた。機関部右側面にはフルオート射撃を制御するコネクターロッドが外付けされている。セレクターをフルオートに切り替えて射撃すると、初弾発射後に後退し再び前進したオペレーティングロッドが、装填・閉鎖のタイミングでコネクターロッド前部を押す。コネクターロッドの後部が機関部のシア（逆鉤）を解放することで、トリガーを緩めるか残弾が無くなるまでフルオート射撃が行われる。またM1ガーランドは専用の機関部ないし銃身に換装しなければスコープなどが付けられなかったが、M14では機関部左側面にネジ穴が設けられ、各種照準器の着脱が容易に行えるようになっていた。ガスピストンは発射ガスが流入して、圧力が充分に高まって動き出すとすぐにガスを遮断し、以降は慣性力のみで動く。そのため過剰な圧力のガスがガスチューブに入ることを自動的に予防した。当初は木製ハンドガードを備えていたがフルオート射撃時に焦げることが多かったため、1960年頃に溝状の通気孔が開けられたグラスファイバー製に改められた。しかしこれも破損が相次ぎ、1962年以降は硬質グラスファイバーの素材に改められた。

### 運用

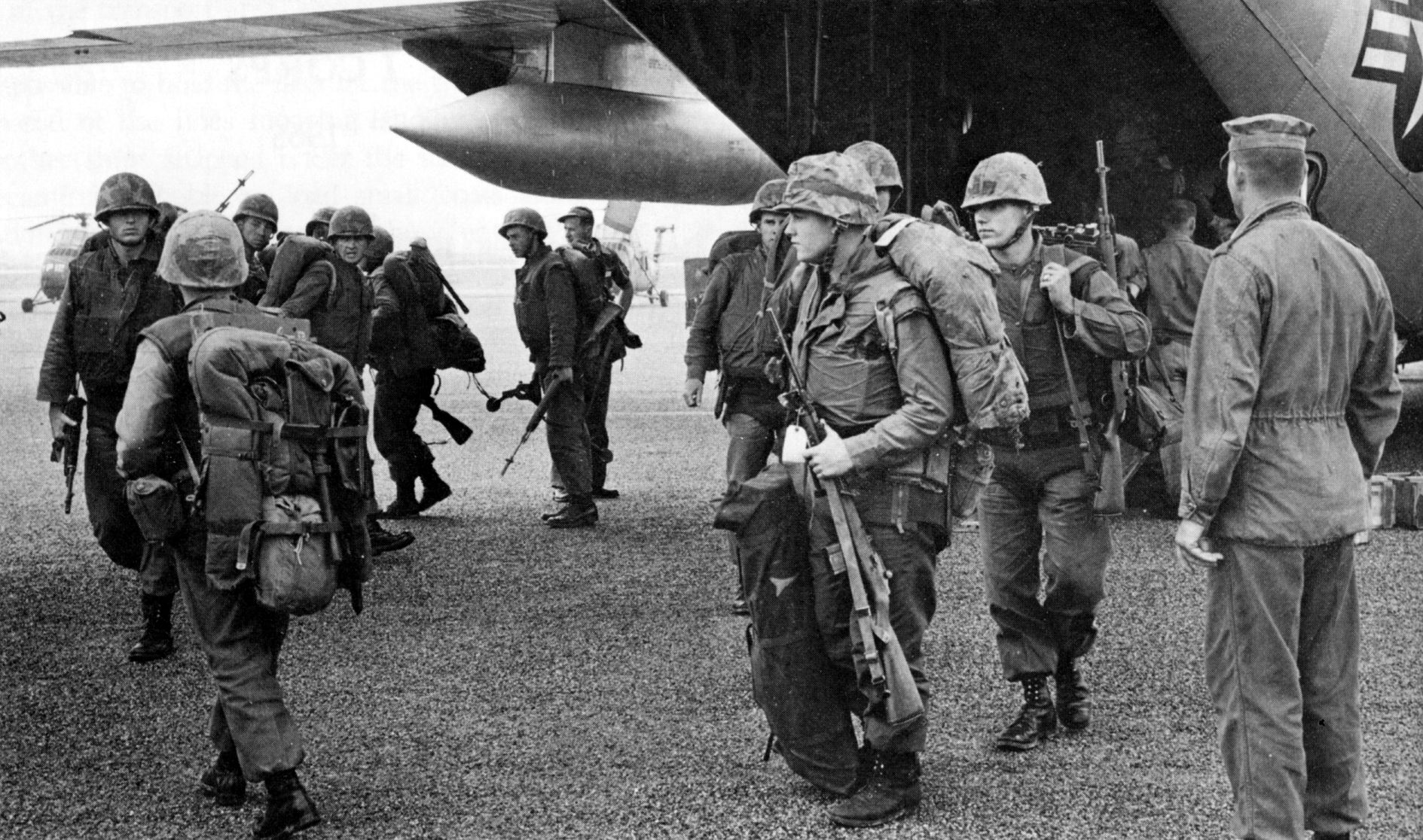
南ベトナムのダナン空軍基地に到着したアメリカ海兵隊員（1965年）

1958年3月26日、スプリングフィールド造兵廠と政府の間で最初の生産契約が結ばれ、7月に最初の50丁が引き渡された。その後、生産速度向上と核戦争に備えた生産拠点の分散を兼ね、いくつかの民間メーカーによるM14の製造も始まった。製造を行ったメーカーの多くはかつてM1ガーランドの製造を担当していたが、この時になってT48と比較した時の利点の1つ、すなわちM1ガーランドの生産設備の転用が困難だと明らかになった。他にも調達上の問題が重なり、調達および配備は大きく遅延した。1961年末、第101空挺師団などに初めてM14の部隊配備が行われた。その後、東南アジア情勢の混乱を受け歩兵装備更新の優先度が引き上げられた結果、M14の配備も推し進められ、1962年のキューバ危機の時点では陸軍および海兵隊のほとんどの部隊でM14が配備されていた。
1964年以降、アメリカによるベトナム戦争への本格介入が始まった。M14は銃身が長いためブラシによる掃除が大変であったが、7.62x51mm NATO弾の威力はそれを補ってあまりあり、敵兵に対して効果的なストッピングパワーを発揮した。悪条件下でも信頼性良好であった。
しかし、同時にいくつかの欠点が明確になった。国土の大半がジャングルのベトナムでは視界がさえぎられて長射程が意味をなさず、M14の長銃身は取り回しも悪く、近接戦闘には不向きであった。また湿気の多いベトナムのジャングルでは従来と同じ手法で作られた木製銃床が悪影響を受け、ふくれたり、腐食したりした（これを受けてファイバー製の銃床が製造されたが、前線に行き渡る前にM14自体の配備が中止された）。
さらに、フルオート射撃を行う場合、反動が強い7.62x51mm弾を使用している上、銃床が伝統的なライフル銃に見られる曲銃床だったことから、コントロールが非常に難しいという難点があった。このため、M14はセレクターがロックされた状態で兵士に支給され、あらかじめこれを解除してセレクターを組み込まなければフルオート射撃への切替は行えなくなっていた。
ベトナム戦争は従来の戦争に比べて交戦距離が短く、平均して10mから30m、最大でも第二次世界大戦や朝鮮戦争において最小範囲と考えられていた100mを超えることはなかった。そのため機関銃や重火器を交えない小銃同士の銃撃戦が多発し、戦死者の70％以上は小銃で殺害されたとも言われている。そうした環境では、M14の長射程での射撃精度や威力を活かせなかった。
これを受けロバート・マクナマラ国防長官の政策変更により、高速小口径弾用の銃として開発中だったAR-15を「M16」として急きょ制式採用し、急速にM14を置き換えていった。初期のM16には清掃をおこたると弾詰まりや動作不良を起こしやすいという、戦闘時には深刻な問題点があり、また5.56mm弾薬との組み合わせはストッピングパワーや貫通力の点で劣った。一方でM16がM14に勝っていたのは、銃口初速と（銃・弾丸ともに）軽量さ・コンパクトさであり、フルオートにおける制御が容易で、これらはベトナムのジャングルにおける接近戦では非常に重要な利点でもあった。
1961年から1962年にかけ、サイゴンにて高等研究計画局（ARPA）によるAR-15と既存火器の性能比較試験が実施された。これによると、AR-15はM1ガーランドと同等の半自動射撃精度およびM1918自動銃と同等の全自動射撃精度を備えるとされた。以後はAR-15への支持が広がり、1964年初頭には最初の注文分約85,000丁を陸軍が受領した。当初は試験運用という位置づけで、空軍警備隊、グリーンベレー、陸軍空挺部隊、海軍特殊部隊、軍事顧問団などに配備された。1967年5月26日には制式採用に伴いXM16E1からM16A1に改称され、1967年末までにベトナムに展開する陸軍および海兵隊の主力歩兵銃となった。
1964年に生産終了が命じられた時点で、M14の生産数はおよそ1,380,000丁だった。
交換されたM14の多くは解体後に廃棄され、未使用の倉庫の在庫も1970年代までに大部分が処分された。また友好国にも大量に払い下げられた。ただし一部は儀典用に残されたほか、少数は狙撃銃として改修され引き続き使用されたものもあった。

### その後

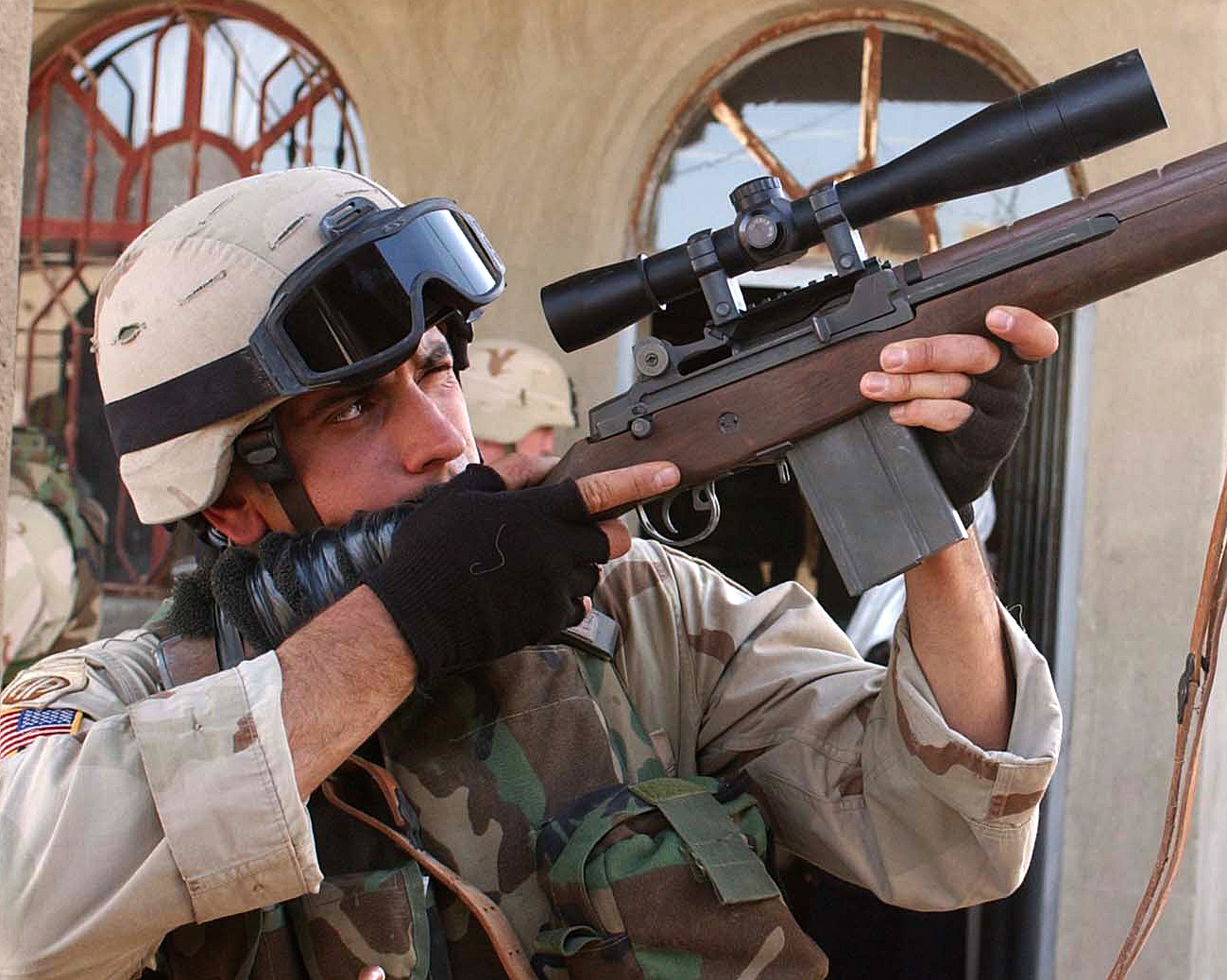
リューポルド LR/T 10×40mm M3スコープを装備したM14を使用するアメリカ陸軍の兵士

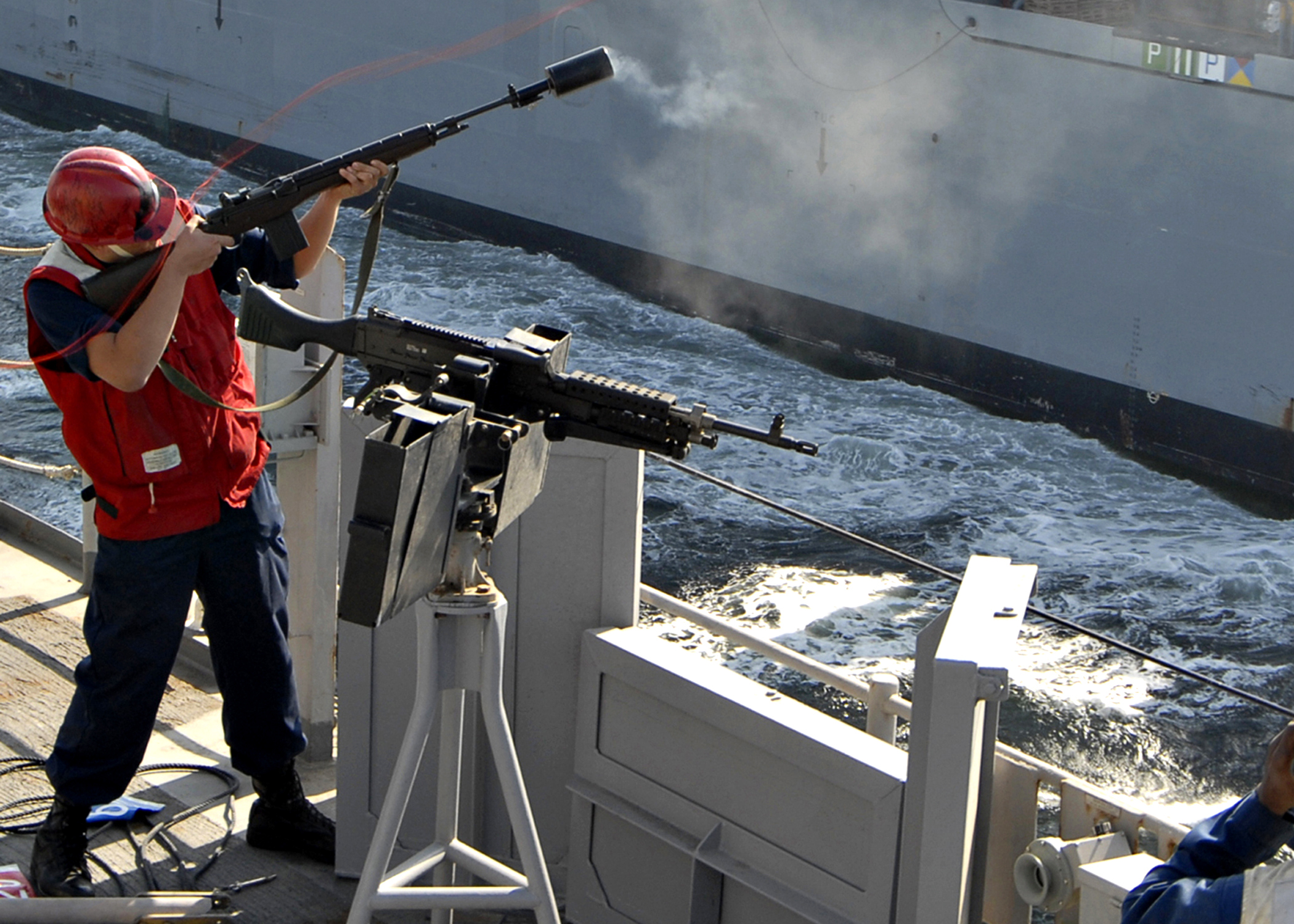
Mk 87を使う米海軍の兵士

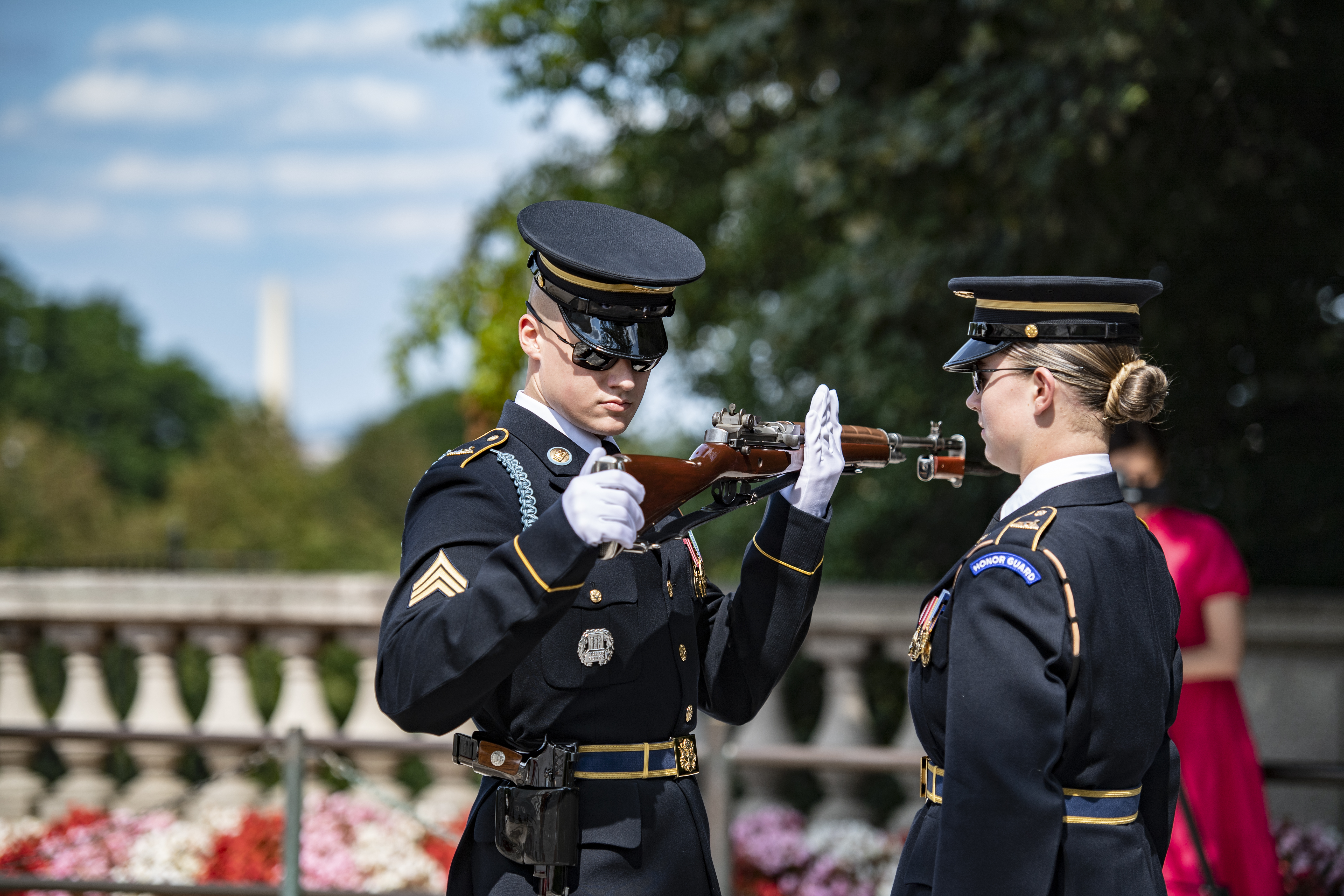
アーリントン国立墓地を警備するアメリカ陸軍第3歩兵連隊 「ザ・オールド・ガード」が使用する儀仗用のM14。腰の拳銃はM17のカスタムモデル。

M14は確かにベトナム戦争での主力火器としては適さなかったものの、M14はM21とともに、威力や精度を重視する用途において、いまだにアメリカ軍を始め、多くの国で使われ続けている。特に海兵隊では、狙撃銃やマークスマン・ライフル（Designated Marksman Rifle, DMR）として、アフガニスタンやイラクでの軍事行動で使われたことが知られている。狙撃用に改修されたM21は、アメリカ陸軍の制式狙撃銃として長らく使われている。陸軍儀仗隊や空軍儀仗隊でもM14ないしM21を儀典用、戦没者葬礼用の礼砲用銃としている。アメリカ海軍では艦艇の索発射銃としてM14を改造したMk 87が用いられている。
アメリカ軍においてM14が再び注目されたのは、中近東方面での軍事活動本格化を受けてであった。例えば、2001年以降のアフガニスタン戦争では平均交戦距離が500mほどまで伸び、M16採用当時に比べると5.56mm弾の威力不足はより深刻と捉えられた。こうして狙撃用スコープを取り付けたM14が5.56mm弾の4倍近いエネルギーを持つM118弾（狙撃用の7.62mm弾）と共にアフガニスタンの戦場へと送られ、陸軍や海兵隊の指定小銃手に配備されたが、しばらくすると調整可能な銃床やピカティニー・レールの追加といった近代化設計が求められるようになった。
ソマリアにおける国連PKO活動のうち、モガディシュの戦闘（1993年10月）は「ブラックホーク・ダウン」として映画化されたために有名になった。この際デルタフォースのランディ・シュガート一等軍曹が、彼の同僚の最新装備を差し置いてダットサイトを付けたM14を使用している。原作によれば、この作戦でのシュガートの選択は、他のデルタ隊員に、M14と重い7.62mm弾の組み合わせが、M16シリーズと軽量な5.56mm弾よりも確実なストッピングパワーを持つことを見せつけたという。
2000年、M14の信頼性と7.62mm弾の殺傷力を高く評価していたSEALsはM14の近代化改修計画に着手し、M4カービンSOPMODモデルの開発に携わったデイヴィッド・アームストロング技師に設計を依頼した。試行錯誤の末、アームストロングは航空機用等級のアルミニウムを用いたボディ、短銃身、ピカティニーレール、伸縮式銃床などを備えるモデル、Mk14 EBRを開発していた。アフガニスタンに投入するM14の近代化設計を求めていた陸軍および海兵隊は、Mk.14 Mod 0に長銃身を取り付けて運用することを決定し、陸軍ではエンハンスド・バトルライフル（Enhanced Battle Rifle, EBR）、海兵隊ではM39エンハンスド・マークスマンライフル（M39 Enhanced Marksman’s Rifle, EMR)の名称で採用した。EBRおよびEMRは標準的なM14に比べて3ポンドほど重かったが、それでも陸軍および海兵隊が当時採用していた他の7.62mm狙撃銃よりは軽量だった。以後、陸軍、海兵隊、海軍はそれぞれ独自に近代化型M14（Mk.14、EBR、EMR）の調達を進めた。

## 派生型

### 軍用派生型
M14・M21には、スプリングフィールド造兵廠だけでなく、民間会社の方のスプリングフィールド・アーモリー社製の製品も存在することに留意されたい。

#### M15
M15は、ブローニングM1918自動小銃の代替を想定して設計された分隊支援火器モデルの1つである。重銃身および重銃床、ヒンジ付き台尻、二脚、フルオート射撃への切り替えレバーなどが追加されていた。また、負革はM1918自動小銃のものをそのまま使用した。しかし、試験の結果、ヒンジ付き台尻と二脚のみ追加したモデル（M14A1の前身）がM15とほぼ同様の性能を発揮したため、運用は短期間に留まった。

#### M14E1
M14E1は、折りたたみ銃床のテストバージョンで、空挺隊員や装甲車輌乗員のために開発された。制式化はされていない。

#### M14A1/M14E2

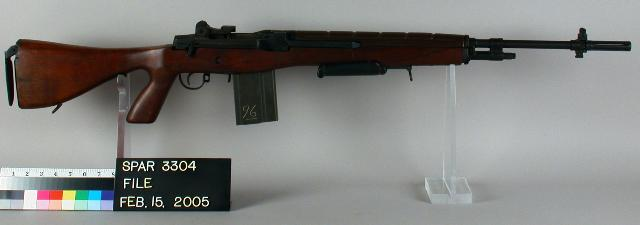
M14E2

M14の木製銃床を直銃床・独立握把にして、折り畳み式の前方握把を追加し、フルオート射撃時の操作性と安定性を向上させようとした。主に分隊支援火器としてBARの代替を狙ったものであるが、BAR同様の欠点である予備の銃身との交換ができないことと、ベルト給弾方式ではないため連続持続射撃能力が欠如していることより、その存在価値を高くは評価されていない。加えて、全備重量がBARよりも軽量であるため、フルオート射撃時の操作安定性がBARよりも明らかに劣り、代替火器とはなり得なかった。
付属品としてM2二脚架（バイポッド）がある。また、特徴的な銃床にもいくつかのバリエーションがあり、銃床内小物入れが無いものもあるので、清掃用具などを収納し別途携行するための専用アクセサリーポーチも存在する。1963年にM14E2として制式化され、1966年にM14A1として再制式化された。

#### M21/M25

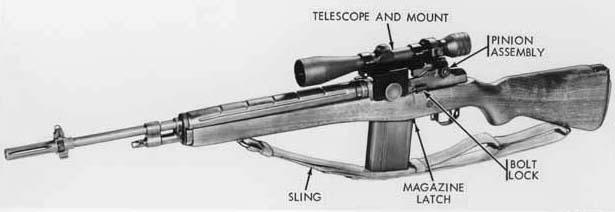
M21

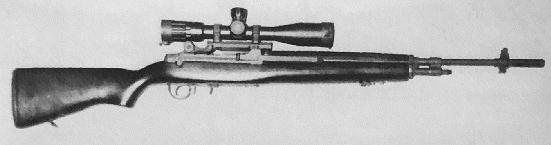
M25（弾倉を外した状態）

ベトナム戦争が始まった時点で、アメリカ軍の制式狙撃銃は第二次世界大戦中に採用されたM1CおよびM1D狙撃銃だった。しかし、設計が古く、銃自体も老朽化していた上、既に.30-06弾もM1ガーランドも標準装備ではなくなっていたため、運用に支障を来しつつあった。M16小銃を原型とする狙撃銃の開発に失敗した後、様々な狙撃銃の試みがあった。陸軍および海兵隊は1966年から開発を開始したが、海兵隊がボルトアクション式狙撃銃の開発を模索した一方、陸軍は半自動式狙撃銃を求めた。こうしてM14を原型とする狙撃銃の開発が始まった。なお、これ以前にも新しい制式狙撃銃の配備までのつなぎとして、M1C/D用のM84スコープを様々な形で取り付けた即席のM14狙撃銃が大量に製造されている。
M21は、M14のナショナルマッチモデル（競技用）を原型とする狙撃銃である。1959年に設計されたナショナルマッチモデルは、セミオート射撃のみ可能で、射撃精度を確保するために照準器および銃身に調整が加えられていた。最初にXM21として設計されたモデルは、ナショナルマッチモデルにレザーウッド製3-9x ART（Automatic Ranging Telescope）スコープを取り付けたものであった。1969年に1,435丁のM14がXM21へと改修され、ベトナムでの実戦投入が行われた。1975年、XM21はM21として制式採用され、1988年にM24狙撃銃が採用されるまで、陸軍の標準的な狙撃銃として運用された。M21は競技用のM118弾を使用し、750ヤード（690m）程度まで正確な射撃が行えるとされた。M25はM21とは別に特殊部隊の要望に応じて開発された狙撃銃である。
5.56mm弾の射程不足が問題になり始めた2000年代初頭、陸軍はスミス・エンタープライズ（SEI）と契約し、保管していたM14の一部を近代的な狙撃銃に改修した。この狙撃銃はクレイジー・ホースと称されたほか、制式名称はM21A5とされた。SEI社では民生用M1Aのオプション品としてクレイジー・ホースと同等の部品を販売している。

#### M14 DMR
米海兵隊で採用されているモデル。DMRは Designated Marksman Rifle の略で、名前の通り「選抜射手」（マークスマン）向けに運用する。
マクミラン社製銃床・ハリス社製バイポッド・リューポルド社製スコープ（M1/M3系）・スコープマウント（ブルックフィールド社設計同等品）などの装備が写真でも確認されている。銃身は銃身基部からオペレーションロッドガイドまでが太い、いわゆるMidium Contour Barrelに交換されている。大量に保管されているM14の中から程度の良いものを抽出して、各部品を交換し組み上げられており、作業は全て海兵隊内の専門のデポで行われている。

#### M14 SMUD
"Stand-off MUnition Disruption"の略。爆発物処理隊員により、不発弾処理に使用される。M14ナショナル・マッチ・ライフルにスコープを取り付けて制式化したもの。

#### Mk14 EBR / M39 EMR / M14 EBR-RI

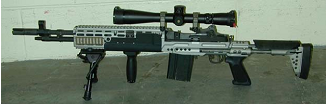
Mk14 Mod0

Mk14 Enhanced Battle Rifle（EBR:強化型バトルライフル）は、M14を原型に開発された7.62x51mm NATO弾を使用するマークスマンライフルである。元々はNavy SEALs、デルタフォースなどの特殊部隊向けに設計されたもので、銃身全長も含めた全体的な改修やレールの追加による装備拡張が可能となった。

### 民間派生型

#### M1A

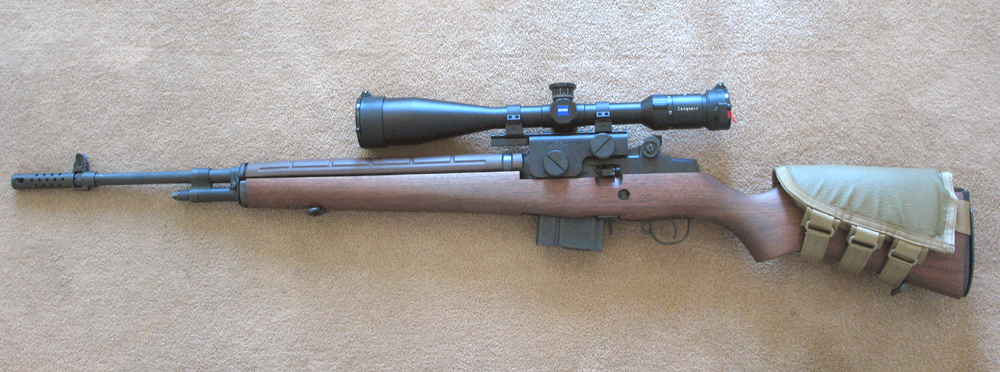
M1Aのナショナルマッチ（競技用）モデル。光学照準器とチークピースを装着している

M1Aは、スプリングフィールド・アーモリー社が開発したM14の民生用モデルである。フルオート射撃は行えない。1962年に官営のスプリングフィールド造兵廠が設計した競技用モデルが原型であり、1974年に民営企業としてのスプリングフィールド・アーモリー社から発表された。
当時、M14が軍用銃としては失敗作と見なされていたこともあり、民生用モデルの市場での需要は不明とされていたものの、大量の在庫部品が残されていたことから開発が決定された。しかし、民生用の半自動小銃としてはM14の欠点とされた要素はほとんど問題視されず、M1ガーランドやM14に思い入れのある退役軍人や兵役経験者などを中心に高い人気を誇った。
銃身精度の高いものや銃身の太さ・材質の違い、引き金の重さと切れの調整、銃床の材質や形状の違いと機関部との接合部分のベディング加工の有無などで広い選択肢があり、販売価格の幅もグレードによって、かなり上下差がある。

#### スカウト・スクワッド・モデル
M1Aスカウト・スクワッドは、1997年頃に発表されたM1Aの派生型である。
以前に設計されたM1Aブッシュガンから発展したモデルで、銃床はクルミ材、ファイバーグラス、ラミネート材のいずれかで、18インチ銃身とスカウトマウント、マズルスタビライザーを特徴とする。さらに短い16インチ銃身、短銃身化に伴う大きな反動を軽減する新型マズルブレーキなどを追加したSOCOM 16も設計され、これにピカティニーレールの追加などの改良が施されたモデルも後に発表されている。

### 海外製

#### 57式歩槍

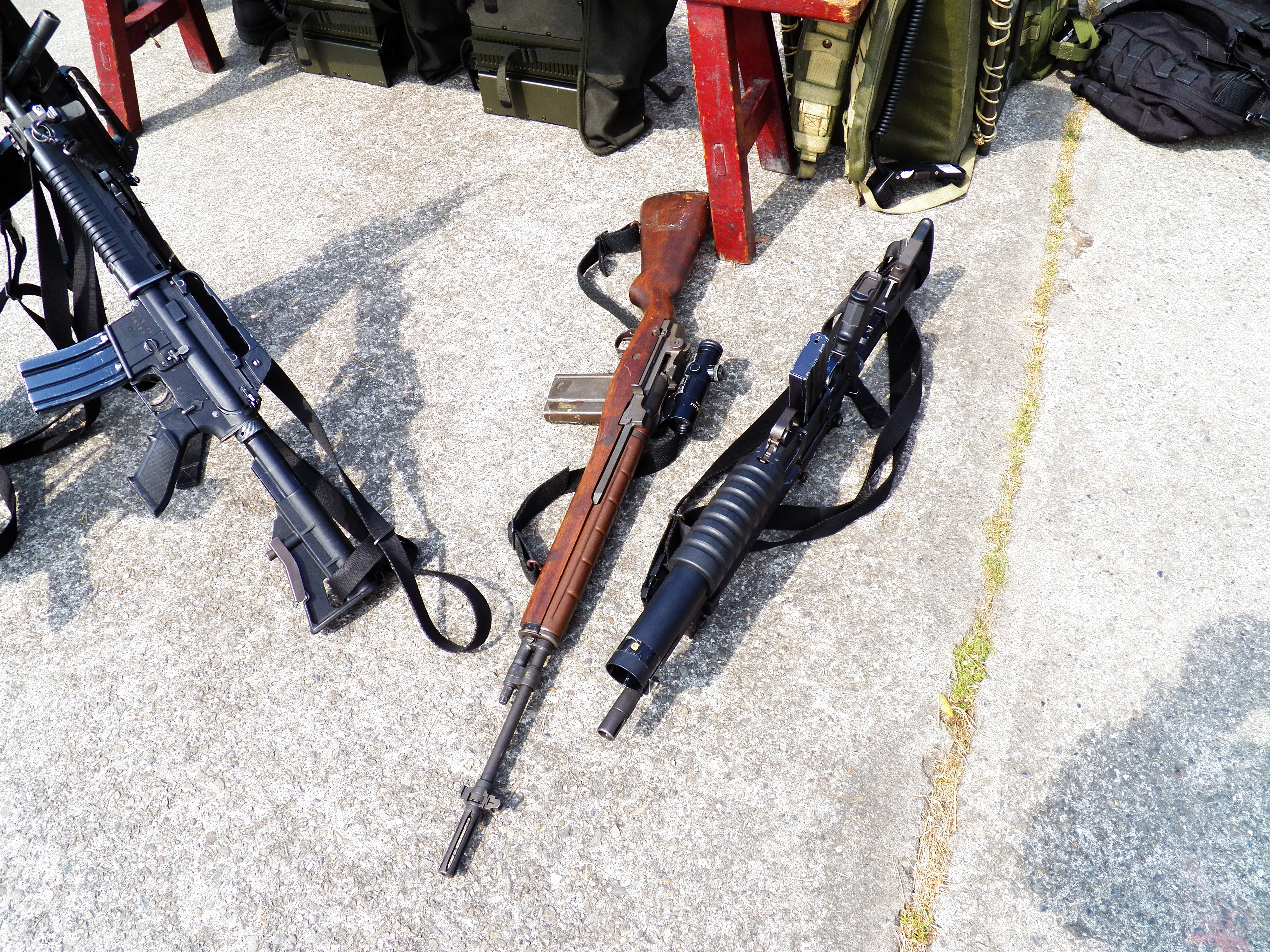
57式歩槍（中央）

M14退役後に製造機材一式を購入した中華民国では、中華民国軍向けにM14の生産を行った。この中華民国製M14は1968年、すなわち民国紀元57年に採用されたことから57式歩槍という制式名を与えられた。65式歩槍などの近代的アサルトライフルの採用後も、アメリカ軍におけるM14と同等の用途に使用され続けている。米国のMIL規格にほぼ準じて製造されているため、銃自体は生産地が違うだけでM14とほぼ同じ物である。

#### M89SR
イスラエル、TEI（TCI）社が開発したM14ベースのブルパップ方式の狙撃銃。

#### M305/M14S
中国北方工業公司（Norinco）では、M305あるいはM14Sという製品名でM14のデッドコピー品を製造している。アメリカでは中国製銃器の輸入が停止されており、M305はもっぱらカナダなどでスポーツ/狩猟用ライフルとして流通している。
概ねM14を再現しているものの、照準器やフラッシュハイダー、樹脂製銃床など一部部品の工作精度に問題があるとも言われている。また、元々のM14の設計自体の古さもあり、射撃精度はスポーツ/狩猟用ライフルとしては低い部類に入る。しかし、カナダで流通する競合製品と比べれば極めて安価であり、一定の人気を保っている。標準的な長銃身のモデルと、やや高価な短銃身のモデルがある。派生型として、AK-47用弾倉を使える7.62x39mm弾仕様モデルのM305Aがある。

## 仕様
機関部への刻印
- U.S. Rifle
- 7.62-MM M14
- Springfield Armory（または、民間製造会社の名称）
- シリアルナンバー

付属品・オプション
- M2バイポッド（二脚）
- M6銃剣とM8A1鞘
- スリング
- 清掃キットおよび組み立てツール
- M5冬季用引き金および冬季用安全装置
- 装弾クリップ（5発）および弾込め用マガジンフィラー
- M12空砲発射補助具およびM3ブリーチシールド
- M1961 マガジンポーチ（弾倉入れ）
- バンダリア
- M76グレネードランチャー
- M15グレネードランチャー用照準器
- Mk 87 Mod0/1 - 索発射銃
- M31 HEAT ライフルグレネード

## 採用実績
- アメリカ軍

SDR-MとしてM14SEを使用するほか、M14 EBRのような派生型を使用する。また、海兵隊がM14 DMR、M39 EMRを使用する。海軍が索発射銃としてMk 87 Mod 1を使用している。礼砲用などにも使用されている。
- イスラエル国防軍

独自に改良したものの他、自国で生産したM89SRを狙撃銃として使用する。
- 中華民国軍（台湾）

主に特殊部隊にて57式歩槍を使用する。
- フィリピン軍

政府軍のほか、新人民軍でも主装備として使用する。
- バルト三国（正規軍）

米国より多数供与。エストニア国防軍によってTäpsuspüss M14-TP (Precision Rifle M14-PR)と呼ばれる、サムホールをストックに追加し、木製銃床をプラスチック製のものに変更された派生型を使用する。リトアニア軍では、M14L1と呼ばれる、ガスシリンダを露出させ、銃床に大型のサムホールを備えた派生型を使用する。ラトビア軍でも、狙撃銃として使用している。
- 民間軍事会社[誰?]

## 登場作品

### 映画・テレビドラマ
『7月4日に生まれて』
アメリカ軍の主力小銃として登場。
この作品では「作品が描いているのは、M14がM16A1に切り替えられる前の時期である」という理由から、米軍兵士はM16ではなくM14を主力装備として使用している。
『28週後...』
『アメリカン・スナイパー』
ルーク・グライムス演じるSEALs隊員の1人、マーク・リーが狙撃用スコープとサプレッサーが装着されているMk.14 EBR Mod.0を使用。
なお、海兵隊員の葬儀のシーンでは海軍儀仗兵が弔砲としてM14を用いているが、このシーンには民間向け型のM1Aが用いられている（機関部右側後端、照門の下にセレクターがついていない）。
『キングコング:髑髏島の巨神』
パッカード大佐(サミュエル・L・ジャクソン)が使用。
『ジュラシック・ワールド』
インジェン社のセキュリティ部門（ACU）のエージェントがMk.14 EBR Mod.1を使用。暗視装置とレーザーポインターが装着されている。
『ショーシャンクの空に』
『沈黙の逆襲』
『ティアーズ・オブ・ザ・サン』
『フェイス/オフ』
エアワン刑務所の看守が使用。その後、ショーン・アーチャー（ニコラス・ケイジ）が奪って使用する。
『フォーリング スカイズ』
『フォレスト・ガンプ/一期一会』
教練用装備として登場。トム・ハンクス演じる主人公がすさまじいスピードで分解・組み立てをする。
『ブラックホーク・ダウン』
周りの兵士がM727やM16A2などの小口径銃を選択している中、ランディ・シュガート一等軍曹はM14の方が大口径でストッピングパワーがあるとして選択する。M68 ドットサイトを装着し、迷彩を施してMH-60L ブラックホークからの狙撃に使用するが、墜落したコールサイン「スーパー64」の乗員を救出するために降下し、迫り来るソマリア民兵に対して使用する。
『フルメタル・ジャケット』
主人公のジョーカーら訓練兵の使用小銃として登場。訓練中の射撃や分解清掃の他、劇中で歌われるMilitary cadenceの歌詞にも登場する。
教練用小銃として前半にのみ登場しており、後半のベトナムでの実戦ではM16が使われている。
『マーズ・アタック!』
『山猫は眠らない』
『ラストスタンド』
麻薬王の配下である戦闘員の一人がM14 EBRを所持。銃撃戦の際に、セミオートからフルオートに切り換えて突撃射撃を行う。

### 漫画・アニメ
『Angel Beats!』
第5話（EPISODE.05）で日向 秀樹がM14 DMRを使用している。
『BLACK LAGOON』
アメリカ軍のレイモンド・マクドガルがベトナム戦争時代から愛用している。
『LUPIN the Third -峰不二子という女-』
『うぽって!!』
いちよんがM14を使用（いちよん自身がM14の擬人化キャラでもある）。
『学園黙示録 HIGHSCHOOL OF THE DEAD』
宮本麗が南リカの自宅で手に入れたものを使用。チークパッドを装着した合成樹脂製の銃床に交換されており、キルフラッシュ（レンズ反射防止用金網）付きのドットサイトを搭載、フラッシュライト付きフォアグリップが装着されている。
民間向けのM1Aに「それ自体は合法の範囲内で」個別に入手したパーツを組み込んで軍用のM14 DMRに準じたものに改造されている、という設定になっており、着剣装置も装備されているため銃剣を装着して「槍」としても使用される。
『ソードアート・オンライン』
M14 EBRをGGOの女性上位ランカー・銃士X、および彼女から鹵獲したキリト一時的に使用。使用銃器はアニメ化に伴い設定されたもので、後述のオルタナティブの没プロットの名残。
『ソードアート・オンライン オルタナティブ ガンゲイル・オンライン』
主要人物の一人・「M（エム）」がM14 EBRを愛用する。狙撃用途が中心。没プロットでは銃士XのEBRはエムから借り受けたものであり、本伝との接点になる予定であった。
敵チームのスナイパーのSVDと狙撃で相対するシーンがある。
『ヨルムンガンド』
原作漫画でカットスロート隊員が東欧某国のブラックサイトでスコープ付きを所持（発砲無し）。
『楽園追放 -Expelled from Paradise-』
主要登場人物の1人、ディンゴがスコープ付きの黒色ストックモデルを使用する。
『わがままDIY』
第54回に登場。

### 小説
『ゴルゴタ』（深見真）
プロローグで特殊作戦群の古馬二等陸尉が狙撃に使用。
『ソードアート・オンライン オルタナティブ ガンゲイル・オンライン』
アニメ同様。6巻では7.62mmクラスの火力が必要となった為、M60などに混じってフルオート射撃で使用された。
『ヤングガン・カルナバル』

### ゲーム
『007 慰めの報酬』
「M14」の名称で登場。
『Alliance of Valiant Arms』
M14 EBR・M14 DMRの2種が登場。
『ARMA 2』
M14 DMRが海兵隊のマークスマンライフルとして使用可能。独立拡張パック"Operation Arrowhead"ではドットサイトが装着されたM14も登場。
『Far Cry 3』
「MS16」という名称でM1A SOCOM 16が登場する。サイトや銃器の色など様々なカスタマイズができる。
『Killing Floor』
「M14EBR」として登場。
『MASSIVE ACTION GAME』
EBRストックのモデルが「MK14 mod0 EBR」の名称で登場、セミオート限定で、分類はスナイパーライフル。ベイラー陣営の初期装備の1つとして用意されている。なお、メニュー画面内ではSOPMOD II仕様のCGモデリングとなっている。
『Operation Flashpoint: Dragon Rising』
M21が登場。
『OPERATION7』
A1・M14 DMR・M14 EBRの3種が登場。
『Paperman』
M14 EBRが登場。
『PAYDAY: The Heist』
「M308」として登場。
『PLAYERUNKNOWN'S BATTLEGROUNDS』
支援物資限定武器としてMK14 EBRが「Mk14」の名称で登場。フルオート射撃可能。
『SILENT HILL: HOMECOMING』
「M14 Assault Rifle」の名称で登場。ライフル系の下位武器。装弾数はNomarl以下は5発、HARDは4発となっている。
『SOCOM USNAVY SEALs シリーズ』
『アーミー オブ ツー』
初期装備の1つとしてM14が登場。
『カウンターストライクオンライン』
M14 EBRが登場。また、ゲーム独自の弾薬仕様で改造型のSKULL-5が存在する。
『ゴーストリコン アドバンスウォーファイター2』
『コール オブ デューティシリーズ』
『CoD4』
M14とM21が登場。セミオートオンリー。なお、ゲーム内でアサルトライフルとして分類されているM14は、銃身を切り詰めたスカウト・スクワッド・モデルである。
『CoD:MW2』
M14 EBRが登場。マルチプレイではM21 EBRとなっているが、性能は変わらない。
『CoD:MW3』
マルチプレイではMK14、キャンペーンではM14 EBRが登場。いずれもセミオート。
『CoD:BO』
M14が登場。セミオートオンリー。
『CoD:BO2』
M14がゾンビモードに登場。セミオートオンリー。
『CoD:G』
MK14 EBRが登場。セミオートだがマルチプレイでは3点バーストにカスタマイズ可能。
『CoD:AW』
MK14 EBRが登場。セミオートオンリー。
『CoD:IW』
M14自体は登場しないが、EBR-800というエネルギー弾使用のセミオートスナイパーライフルがM14をモデルとしている。スコープを外すことでフルオートのアサルトライフルモードに切り替えが可能。
『CoD:MW』
「EBR-14」という名称で登場。セミオートのみ。初期の外見はスカウト・スクワッド・モデルであり、ランクを上げることでガンスミスでM14EBRやM21を再現する事が可能。
『CoD:MWII』
オリジナルのM14を近代化改修した物が「SO-14」、マークスマンライフルとしてMk14 EBRが「EBR-14」の名称で登場。前者はフルオート射撃が可能。
『スペシャルフォース2』
M14 EBRが登場。
『ソードアート・オンライン フェイタル・バレット』
「MEBR」の名称で登場。ただし、外見が若干アレンジされた架空銃である。セレクターがセミオートに固定され狙撃銃としてのみの使用となる。M、銃士Xが使用。
『バトルフィールドシリーズ』
『BF Vietnam』
アメリカ陸軍・アメリカ海兵隊・グリーンベレー・南ベトナム軍で使用可能。
『Project Reality（BF2）』
ベトナム戦時のアメリカ軍、アメリカ海兵隊のマークスマン装備としてスコープにART-1を装備して登場する。現代戦のアメリカ軍ではM14EBR-R1を装備。スコープはACOG TA31・Leupold Mk.4から選択できる。
『BFBC2』
M14 EBRが登場。セミオートオンリーで、装弾数は10発となっている（武器の解説文では装弾数20発と表記されている）。
2010年12月1日のアップデートにより、ドットサイトやACOGが装着可能となった。
拡張版であるVIETNAMにはM14およびM21が登場し、そのうちM14は装弾数20発で、フルオート射撃が可能となっている。
『BF3』
偵察兵の武器としてM39 EMRが登場する。
『BF4』
全兵科共通装備のDMRとしてM39 EMRが、突撃兵装備のARとして「BULLDOG」の名称でM14のブルパップカスタムが登場する。
M39 EMRはセミオートオンリー、BULLDOGはフルオート射撃が可能。

『メタルギアシリーズ』
『MGS4』
「M14EBR」として登場。フルオートとセミオートの切り替えが可能。主人公とPMCのスナイパーが使用。
『MGSPW』
M21が登場。
『メダル・オブ・オナー』
「M14 EBR」として登場
『メン オブ ヴァラー』
『レインボーシックス』